# Mandas
Mandas (en sard, Mandas) és un municipi italià, dins de la província de Sardenya del Sud. L'any 2007 tenia 2.968 habitants. Es troba a la regió de Trexenta. Limita amb els municipis d'Escolca, Gergei, Gesico, Nurri, Serri, Siurgus Donigala i Suelli.

## Administració
| Període | Identitat     | Partit        |
| ------- | ------------- | ------------- |
| 2006-   | Umberto Oppus | Llista cívica |